# Wees
Wees (dänisch Ves) ist eine Gemeinde zwischen Flensburg und Glücksburg im Kreis Schleswig-Flensburg in Schleswig-Holstein.

## Lage und Gemeindegebiet
Wees grenzt an die beiden Flensburger Stadtteile Mürwik und Engelsby sowie dessen Stadtbezirk Vogelsang. Nördlich liegt des Weiteren der Ort Glücksburg.
Neben dem Hauptort Wees (Ves) liegen Oxbüll (Oksbøl), Rosgaard (Rosgård), Ulstrup, Ulstrupfeld (Ulstrupmark) und Weesries (Vesris) im Gemeindegebiet. Direkt südlich des Hauptortes Wees liegen zudem der kleine Ort Himmershoi (Himmershøj) und der Ortsteil Wees-Bahnhof. Nördlich vom Hauptort liegen des Weiteren das kleine Büllemoos sowie Rothenhaus.

## Geschichte
Das Großsteingrab Wees weist auf eine frühgeschichtliche Besiedlung der Region hin. Der Ortsname des Dorfes stammt vermutlich aus der Wikingerzeit und bedeutet sumpfige Wiese. Im Gemeindegebiet befinden sich auch heute noch Moorflächen. Der Name des kleinen Ortes ist wohl erstmals im Jahre 1483 bezeugt. Im Jahre 1582 bestand Wees aus zwei Katen sowie sechs Hufen. Im Jahr 1685 existierte dann noch eine weitere Hufe. Die besagten Hufen sind heutzutage wohl teilweise noch erkennbar. Heutzutage ist Wees mit Flensburg verwachsen und gilt als Vorort. Seit ungefähr 2015 ist Flensburg selbst so stark nachverdichtet, dass dort kein neuer Wohnraum mehr geschaffen werden kann. Das Wachstum der Stadt und des Umlandes wird dadurch gehemmt und das Thema Eingemeindung spielt folglich wieder eine Rolle.
Zwischen den Ortsteilen Himmershoi und Weesries befindet sich das NATURA 2000-Schutzgebiet FFH-Gebiet Blixmoor.

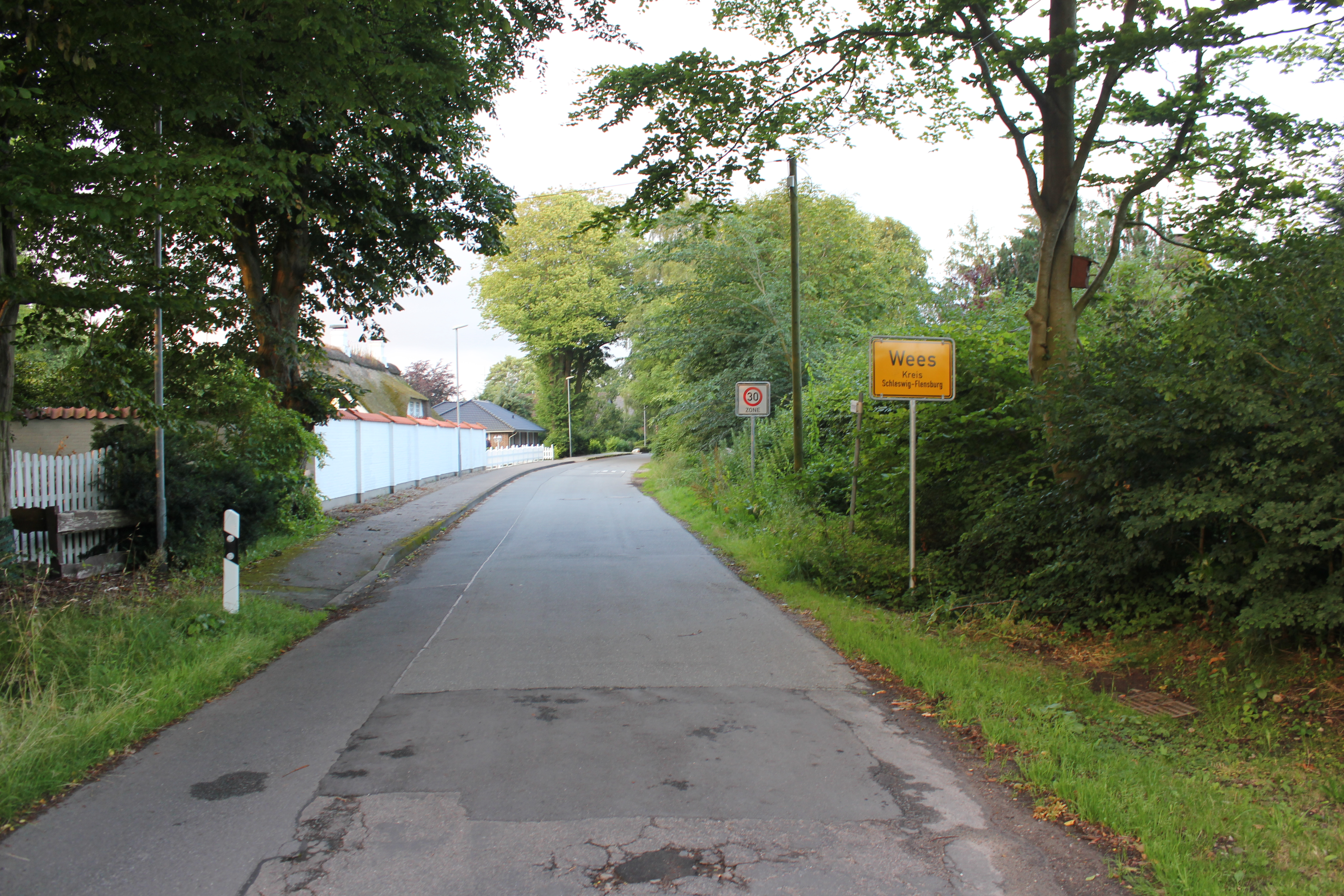
Ortseinfahrt von Wees bei Flensburgs Blocksberg nahe Kauslund
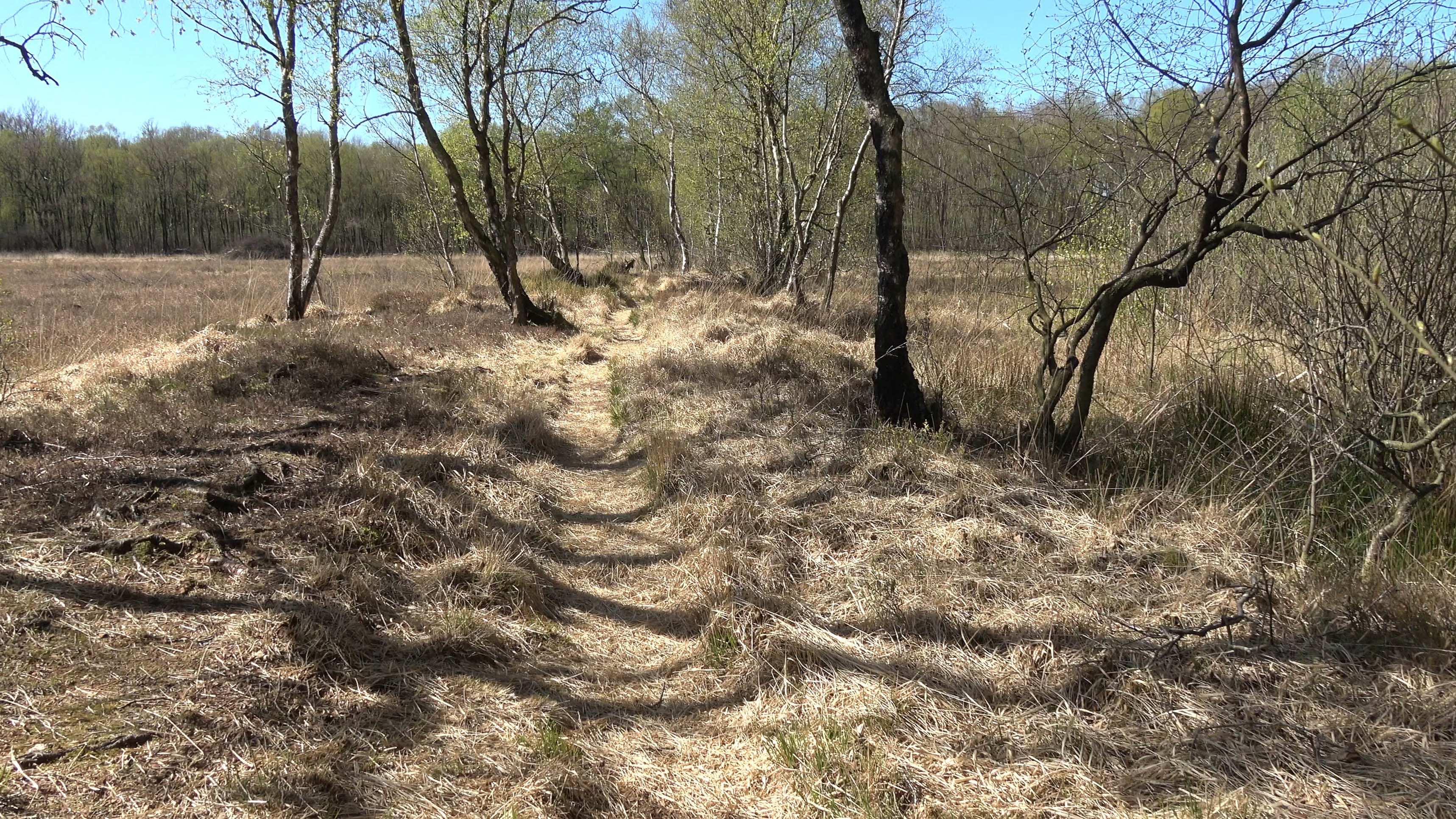
Torfdamm im Blixmoor

## Politik

### Gemeindevertretung
Bei der Kommunalwahl am 14. Mai 2023 wurden insgesamt 13 Sitze vergeben. Von diesen erhielt die CDU fünf Sitze, die Freie Wählergemeinschaft Wees vier Sitze und die Grünen und die SPD je zwei Sitze.

### Wappen
Blasonierung: „Von Gold und Blau schräglinks geteilt. Oben eine schräglinks mit dem Blatt nach außen gestellte Sense, unten nebeneinander fünf beblätterte Rohrkolben in verwechselten Farben.“
Die Anzahl der Kolben repräsentiert die fünf heutigen Ortsteile: Wees, Oxbüll, Ulstrup, Rothenhaus und Rosgaard.

## Wirtschaft
Die Wirtschaftsstruktur ist nicht einheitlich. Es gibt sowohl landwirtschaftlich geprägte Ortsteile als auch Wohngebiete, deren Bewohner nach Flensburg pendeln.
Im Gewerbegebiet Birkland haben sich viele Gewerbebetriebe und Dienstleister angesiedelt. Seit dem Jahr 2011 wird das Gebiet in Richtung B 199 erweitert (Gewerbegebiet Birklück).

## Verkehr
Hauptverkehrsader ist die B 199 von Flensburg nach Kappeln, von der auch die Hauptstraße nach Glücksburg abzweigt. Ein Bahnanschluss der Flensburger Kreisbahn bestand von 1885 bis 1953. Von 1925 bis 1934 war Wees über diese Strecke mit der Flensburger Straßenbahn zu erreichen. Die nächste Flensburger Bushaltestelle ist durch einen Fußmarsch von ungefähr zwanzig Minuten erreichbar.

## Persönlichkeiten
- Julien Sewering, Künstlername Julien Boss (* 1988 in Wees), Webvideoproduzent, Blogger, Satiriker und Rapmusiker